# Alexandru Coman
Alexandru Cătălin Coman (Bucarest, 16 ottobre 1991) è un calciatore rumeno, difensore dell'Amara.

## Carriera
Ha giocato nella massima serie dei campionati rumeno e cipriota.